# هيلين كاتلر
هيلين كاتلر (بالإنجليزية: Helen Gray Annetta Cutler)‏ هي فاعلة خير أسترالية، ولدت في 5 مايو 1923 في سيدني في أستراليا، وتوفيت في 8 نوفمبر 1990 في Darlinghurst ‏ في أستراليا.